# Феодосійська національна картинна галерея
Феодосійська національна картинна галерея імені І. К. Айвазовського — художній музей у місті Феодосії, один із найстаріших художніх музеїв України.
Основою зібрання Феодосійської картинної галереї були 49 картин, які відомий мариніст Іван Айвазовський заповів місту. Нині експозицію відкриває меморіальний розділ, у якому йдеться про основні моменти життя й творчості Івана Айвазовського, етапи розвитку й діяльності картинної галереї.
У сусідньому будинку — будинку сестри художника зібрані картини Айвазовського на міфологічну й біблійну теми, роботи іноземних мариністів XVIII—XIX століть, сучасників великого художника — І. Левітана, М. Волошина, Л. Лагоріо, Богаєвського Костянтина Федоровича, учнів Айвазовського — М. Латрі, А. Фесслера, А. Куїнджі, твори радянських художників.
У 1930 році перед галереєю був установлений пам'ятник Айвазовському роботи скульптора І. Я. Гінцбурга з написом «Феодосія — Айвазовському». 29 липня 1980 року містяни та гості Феодосії урочисто відсвяткували 100-ліття картинної галереї імені І. Айвазовського. За активну діяльність у зв'язку зі 100-річчям із дня заснування президія Верховної Ради СРСР нагородила Феодосійську картинну галерею імені І. Айвазовського орденом Дружби народів.  У 2007 році Галереї надано статус Національної та присвоєне ім'я Айвазовського.
|                                                                       |                           |                                        |
| Відділ галереї «Російська і сучасна марина», Будинок сестри художника | Виставковий зал у галереї | Пам'ятник Айвазовському перед галереєю |